# George Orwell
Eric Arthur Blair (Motihari, Raj Británico, 25 de junio de 1903-Londres, 21 de enero de 1950), conocido por su seudónimo de George Orwell, fue un novelista, periodista, ensayista y crítico británico nacido en la India, autor entre otras obras de las novelas distópicas Rebelión en la granja (1945) y 1984 (1949).
Su obra lleva la marca de las experiencias autobiográficas vividas por el autor en tres etapas de su vida: su posición en contra del imperialismo británico que lo llevó al compromiso como representante de las fuerzas del orden colonial en Birmania durante su juventud; a favor del socialismo democrático, después de haber observado y sufrido las condiciones de vida de las clases sociales de los trabajadores de Londres y París; y en contra de los totalitarismos nazi y estalinista tras su participación en la guerra civil española, en el bando republicano.
Además de cronista, crítico de literatura y novelista, es uno de los ensayistas en lengua inglesa más destacados de las décadas de 1930 y de 1940. También es conocido por sus críticas al totalitarismo en su novela corta alegórica Rebelión en la granja (1945) y su novela distópica 1984 (1949), escrita en sus últimos años de vida y publicada poco antes de su fallecimiento, y en la que crea el concepto de «Gran Hermano», que desde entonces pasó al lenguaje común de la crítica de las técnicas modernas de vigilancia.
En 2008 figuraba en el puesto número dos del listado de los cincuenta escritores británicos de mayor relevancia desde 1945, elaborado por The Times.
El adjetivo «orwelliano» es frecuentemente utilizado en referencia al distópico universo totalitario imaginado por el escritor británico.

## Biografía
Fue hijo de Richard Walmsley Blair, administrador del ministerio del opio del gobierno colonial de la India, y de Ida Mabel Limouzin, nacida en Birmania, de ascendencia francesa. Su antepasado Charles Blair fue un dueño de cientos de esclavos en Jamaica.
A los dos años se trasladó con su madre y con su hermana mayor Marjorie a Inglaterra y no volvió a ver a su padre hasta 1907, cuando este visitó Inglaterra durante tres meses, antes de partir de nuevo hacia la India. Además, Eric tenía una hermana menor llamada Avril.

### Educación

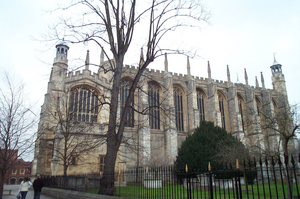
Colegio de Eton

En 1909 fue enviado a una pequeña escuela parroquial anglicana en Henley, a la cual había asistido su hermana mayor con anterioridad. Nunca escribió sobre sus recuerdos de aquella época, pero debió de impresionar a sus profesores muy favorablemente, pues dos años más tarde fue recomendado al director de una de las escuelas preparatorias de mayor renombre en Inglaterra por aquellos tiempos, St. Cyprian, en Eastbourne, Sussex. El joven Eric asistió a esta escuela gracias a una beca que permitía a sus padres pagar solamente la mitad de las tasas habituales. Sin embargo, Eric no se sentía a gusto en la escuela St. Cyprian, al menos en lo que se refiere a los métodos de enseñanza y a los profesores. Pese a ello, fue ahí donde consiguió sendas becas para la escuela de Wellington y posteriormente la de Eton, en la cual dice, años más tarde, haber sido relativamente feliz, pues se permitía a los estudiantes una considerable independencia. En este establecimiento hizo amistad con varios futuros intelectuales británicos, como Cyril Connolly, editor de la revista Horizon, en la cual se publicaron muchos de los ensayos de Orwell.

### Experiencia en Birmania y primeras novelas
Tras culminar sus estudios en Eton, decidió unirse a la Policía Imperial India en Birmania, pues no tenía posibilidades de conseguir una beca universitaria y los medios de su familia no eran suficientes para costear su educación. En octubre de 1922 abordó el SS Herefordshire para unirse a ese cuerpo policial. Un mes después, arribó a Rangún y viajó a la escuela de entrenamiento de la policía en Mandalay. Tras cinco años como oficial, abandonó el cuerpo de policía y volvió a Inglaterra en 1927 habiendo desarrollado un odio hacia el imperialismo que muestra en su primera novela, Los días de Birmania (Burmese Days), publicada en 1934, y en ensayos como «Un ahorcamiento» («A Hanging», 1931) o «Matar a un elefante» («Shooting an Elephant», 1936).
Posteriormente vivió un tiempo en la indigencia, haciendo trabajos de todas clases, tal y como recuerda en Sin blanca en París y Londres (Down and Out in Paris and London), su primera obra importante. Consiguió un trabajo como maestro de escuela pero pronto se vio forzado a abandonarlo por problemas de salud y comenzó a trabajar en una tienda de libros de segunda mano en Hampstead, una experiencia que rememora parcialmente en la novela corta Que no muera la aspidistra (Keep the Aspidistra Flying, 1936).
En 1928 se trasladó a París, donde vivía su tía Nellie, con la esperanza de forjar su carrera como hombre de letras. Tras algunos intentos fallidos, Eric se vio obligado a trabajar de lavaplatos en el lujoso Hotel X, tal como hace mención en su primer libro, Sin blanca en París y Londres (1933). A fines de 1929, regresó a la casa de sus padres en Southwold, Suffolk, enfermo y sin dinero, y escribió Los días de Birmania (1934).

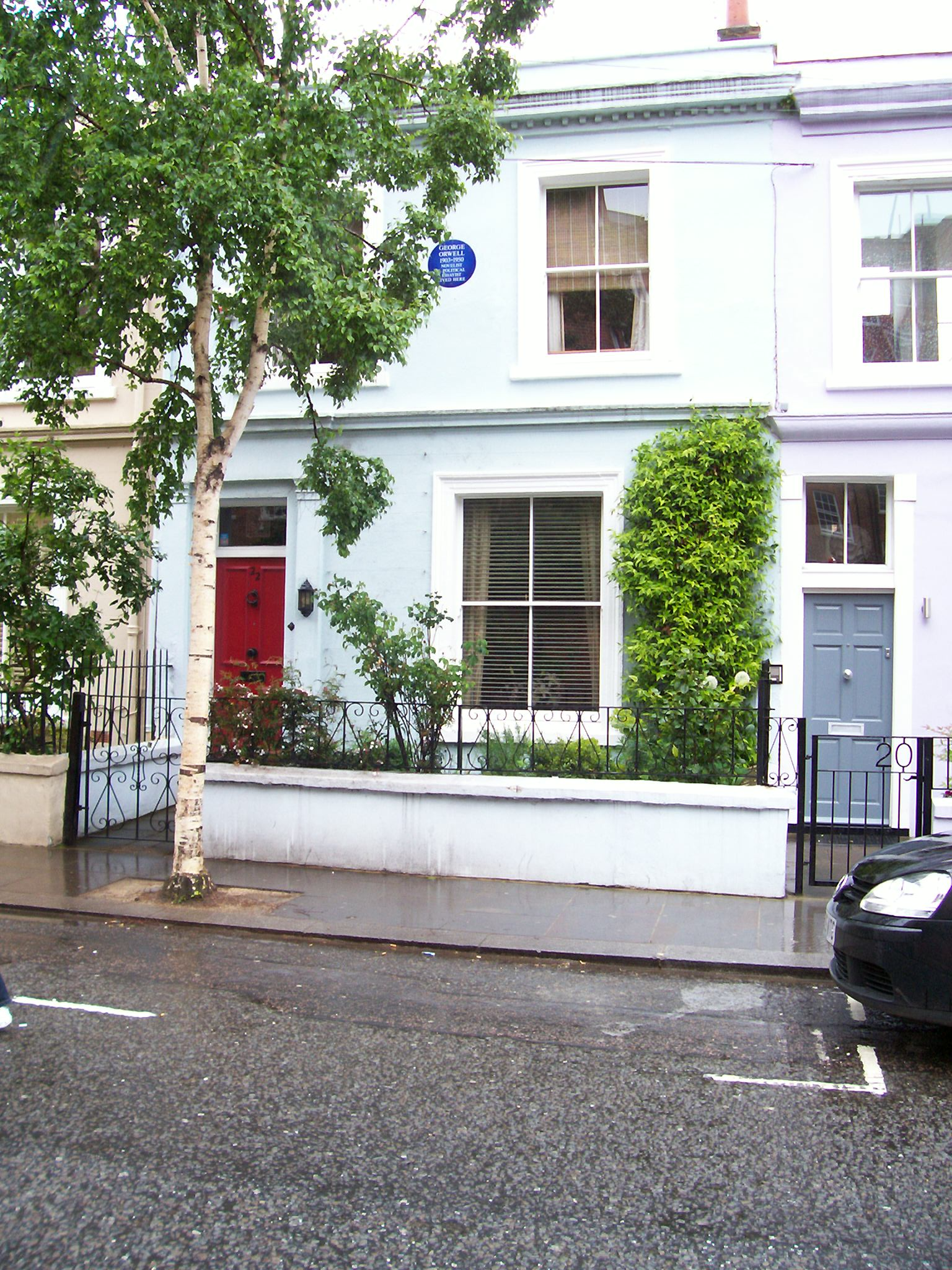
Su casa en Notting Hill, Londres

Adoptó el seudónimo de George Orwell en 1933. Mientras el autor escribía para el New Adelphi, vivió en Hayes, Middlesex y trabajó como profesor de escuela, adoptó el pseudónimo para no incomodar a sus padres con Sin blanca en París y Londres. Llegó a considerar otros nombres literarios como «Kenneth Miles» o «H. Lewis Allways», antes de decidirse por un nombre que deja traslucir el afecto que siempre había sentido por la tradición y la campiña inglesa: Jorge es el santo patrón de Inglaterra (y Jorge V era el soberano en ese entonces), mientras que el río Orwell, en Suffolk, es uno de los lugares más emblemáticos para muchos ingleses. También pensó que un apellido que empezara con la letra O le daría una mejor posición a sus libros en los estantes de las librerías.
Como escritor, se sirvió de su experiencia como profesor y de la vida en Southwold para la novela La hija del clérigo (1935), escrita en 1934 en casa de sus padres tras la enfermedad que lo abatía y lo obligaba a ganarse la vida impartiendo clases. De 1934 a 1936 trabajó a media jornada en Booklover’s Corner, una librería de segunda mano en Hampstead. Tras llevar una vida solitaria, quiso rodearse de la compañía de jóvenes escritores. Hampstead era un pueblo intelectual que ofrecía establecimientos destinados al desarrollo de actividades culturales de diversa índole. Estas experiencias se trasladaron a la novela Que no muera la aspidistra (1936).
Contrajo matrimonio con Eileen O'Shaughnessy en 1936, y adoptaron un niño, Richard Horatio Blair. Eileen murió en 1945, durante una operación.

### El camino a Wigan Pier
A comienzos de 1936, Victor Gollancz, fundador del Left Book Club, instó a Orwell a escribir sobre la pobreza de la clase obrera en el norte de Inglaterra. Su relato, El camino a Wigan Pier fue publicada en 1937. Orwell ejerció como reportero social, tuvo acceso a muchas viviendas modestas para experimentar en las condiciones ínfimas en las que vivía la gente, tomó nota de los ingresos salariales por hogar, y pasó días enteros consultando en la biblioteca por registros de salud pública e informes laborales en las minas. Sin embargo, el autor nunca formó parte activa de asociación o coalición partidista alguna, si bien en vida reconoció sentirse un hombre de izquierdas.
La primera mitad de El camino a Wigan Pier presenta un compendio de sus investigaciones sociológicas en Lancashire y Yorkshire. Comienza evocando el panorama de las minas de cobre. La segunda parte, en cambio, es un ensayo extenso de sus vivencias y del desarrollo de su conciencia política, incluyendo una denuncia a los elementos irresponsables de la izquierda. Como resultado, el editor Gollancz temió que la última parte pudiera resultar ofensiva para los lectores habituales del Left Book Club, por lo que, sin pedirle autorización, agregó un prefacio a la obra mientras Orwell se encontraba en España.

### Guerra civil española

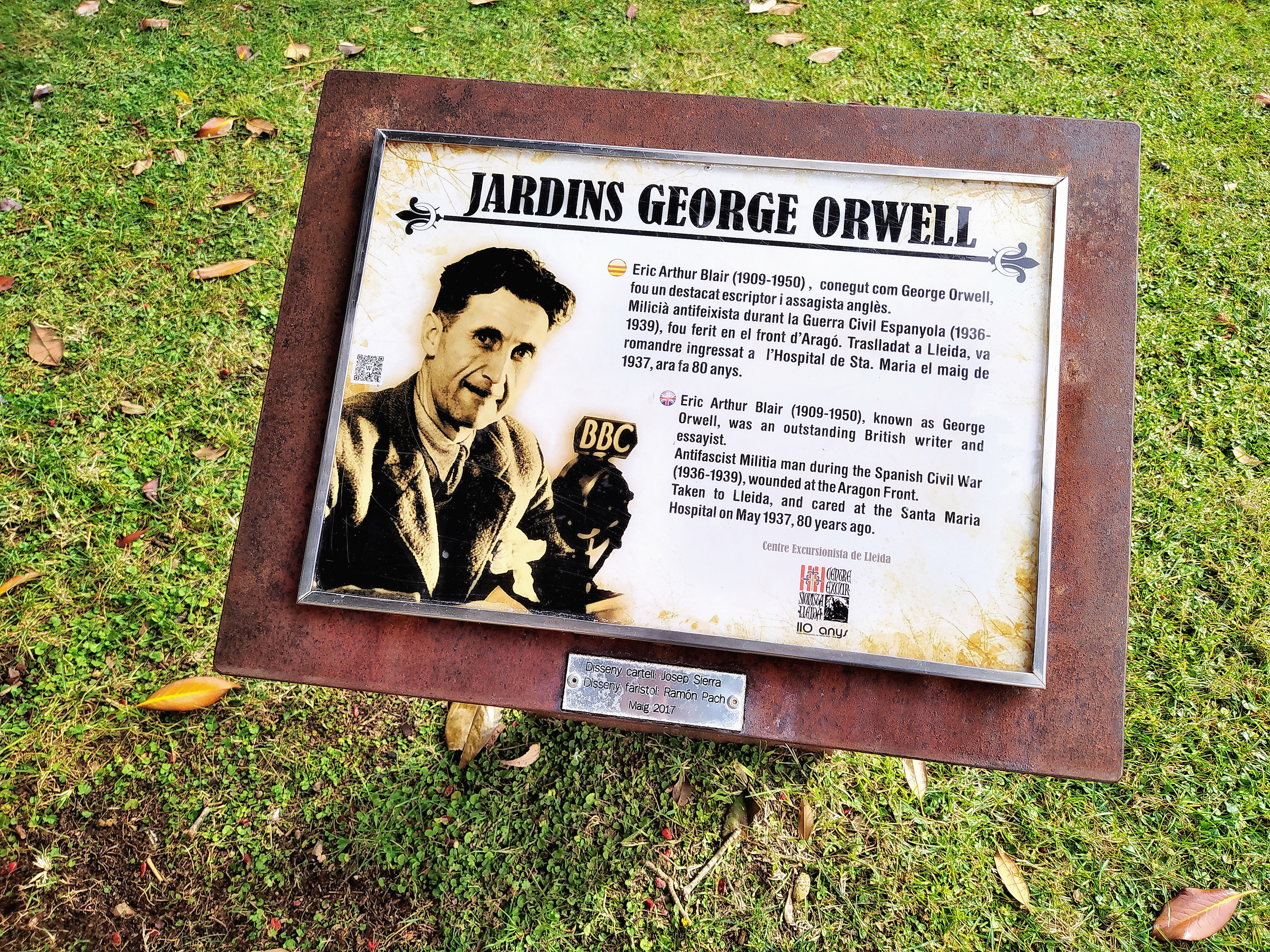
Jardín George Orwell en el recinto del Hospital Provincial de Lérida (España).

Orwell decidió combatir en España con la idea de «matar fascistas porque alguien debe hacerlo». Así se lo hizo saber a su amigo Henry Miller en París en las navidades de 1936, quien le intentó convencer de que era «una idiotez». Aun así, no consiguió hacerle cambiar de idea, ya que su decisión estaba basada en la lucha por unos ideales.
Llegó a Barcelona el 26 de diciembre de 1936 con una carta de presentación del Partido Laborista Independiente (no se afilió al partido hasta junio de 1938, tras volver a Inglaterra) y ese mismo día se alistó y fue asignado como miliciano al Partido Obrero de Unificación Marxista (POUM), de antigua orientación trotskista. Más tarde escribiría que de haber comprendido mejor la situación política en España, se habría unido como miliciano a la Confederación Nacional del Trabajo (CNT).
En enero y febrero de 1937 combatió en el frente de la sierra de Alcubierre (Huesca). Más tarde, estando de permiso en Barcelona, participó en las Jornadas de mayo de 1937 y tras volver al frente, recibió un tiro en el cuello en las proximidades de Huesca, el 20 de mayo de 1937. Su experiencia le motivó para escribir Homenaje a Cataluña, donde describe su admiración por lo que es identificado como ausencia de estructuras de clase en algunas áreas dominadas por revolucionarios de orientación anarquista. Pero también critica, al igual que Franz Borkenau en su El reñidero español (1937), el control estalinista del Partido Comunista de España y las mentiras que se usaban como propaganda para la manipulación informativa. En 1937, durante la represión del gobierno de Negrín contra el POUM, Orwell relató que estuvo a punto de ser asesinado en Barcelona.
Su participación en la guerra civil española le marcó para siempre su visión del mundo. En 1946 escribió «La guerra de España y otros acontecimientos ocurridos en 1936-1937 cambiaron las cosas, y desde entonces supe dónde me encontraba. Cada línea en serio que he escrito desde 1936 ha sido escrita, directa o indirectamente, contra el totalitarismo y a favor del socialismo democrático como yo lo entiendo».
Al volver a Inglaterra estuvo ingresado con tuberculosis en un sanatorio, tras lo cual se fue a Marruecos para recuperarse.
Orwell opinaba que si bien se necesitaba un cambio radical en las sociedades occidentales, y por tanto en los países capitalistas, el estalinismo representaba una amenaza a los principios que lo sustentaban.

### Segunda Guerra Mundial
Orwell se sustentó escribiendo reseñas de libros para el New English Weekly hasta 1940. Durante la Segunda Guerra Mundial fue miembro de la Home Guard, en donde recibió la Medalla de la Defensa. Sus pensamientos de aquellos años han quedado grabados en su libro Diario de guerra 1940-1942.
En 1941 comenzó a trabajar para el Servicio Oriental de la BBC, principalmente en programas para ganar el apoyo de la India y el este de Asia a los ejércitos aliados. Era consciente de que su trabajo en esta época era simple y propagandístico, por lo que describe sentirse como «una naranja que ha sido pisoteada por una bota muy sucia». A pesar de los buenos ingresos, renunció en 1943 para convertirse en columnista y editor literario del Tribune, la revista semanal de tendencia izquierdista que entonces dirigían Aneurin Bevan y Jon Kimche.
En 2015 se reveló, mediante un informe de la inteligencia británica, que Orwell fue vigilado durante alrededor de doce años por la policía de aquel país en vista de su aparente vinculación con movimientos de izquierdas.

### Últimos años

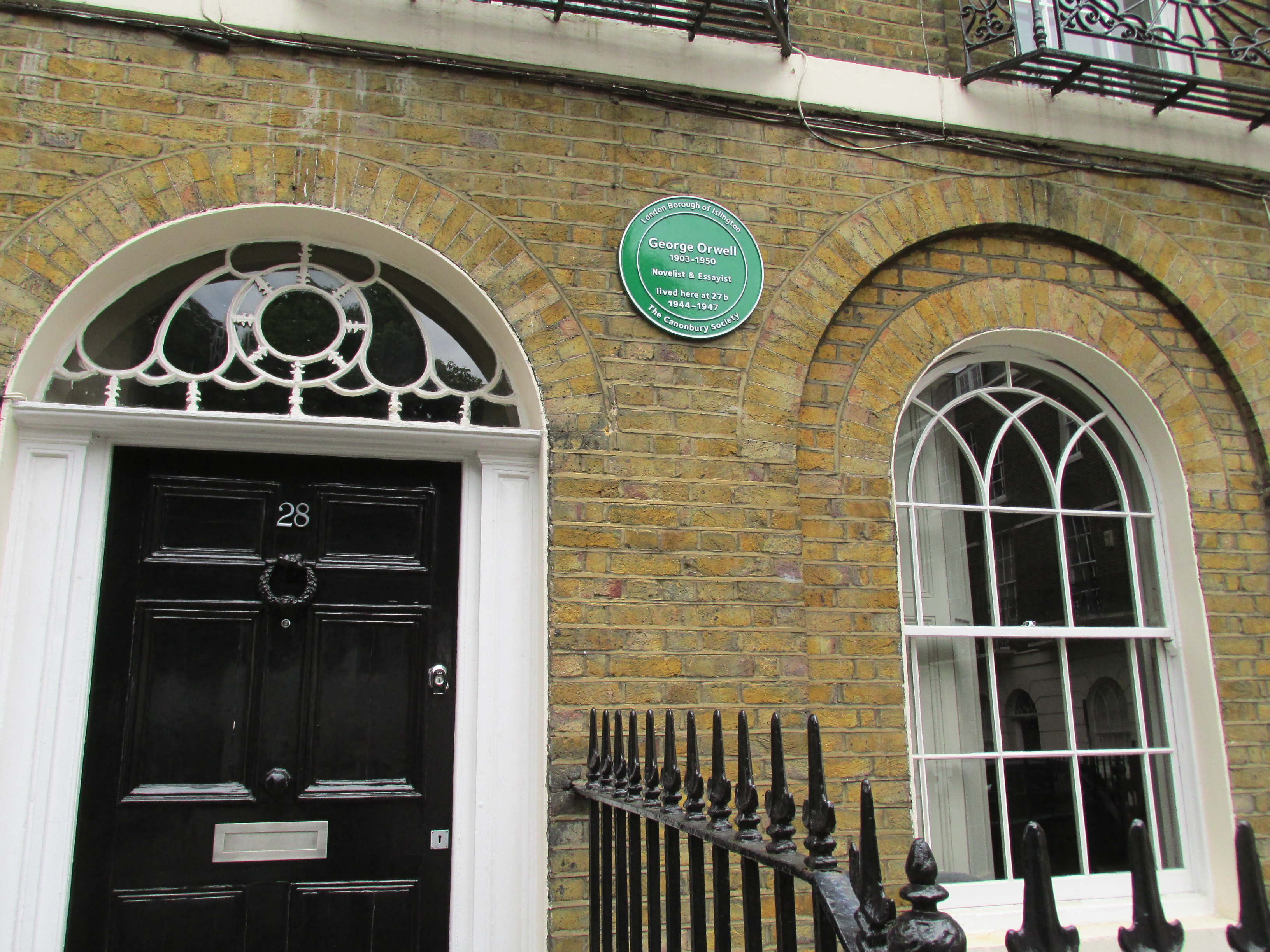
Casa en Londres en la que vivió Orwell durante sus últimos años, de 1944 a 1947

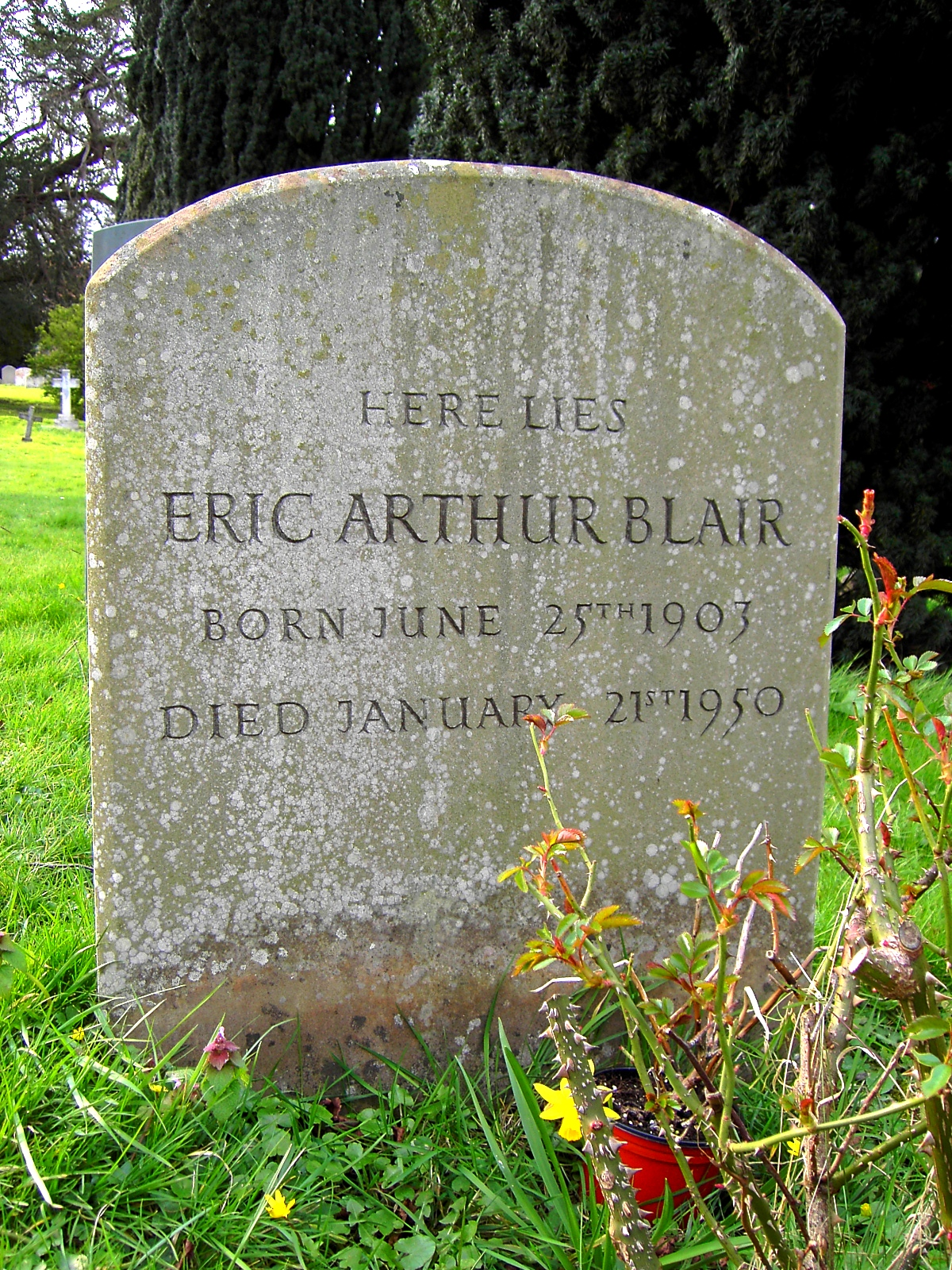
Tumba de George Orwell

En 1949 Orwell entregó una carta a una amiga, Celia Kirwan, que trabajaba para una sección del Ministerio de Asuntos Exteriores británico, dedicada en esos días a organizar unas conferencias sobre el estalinismo. Kirwan se dirigió a Orwell solicitándole nombres susceptibles de aceptar. Orwell también incluyó una lista de treinta y ocho escritores y artistas que consideró en su momento con inclinaciones procomunistas y que no tendrían intención en participar en dichas conferencias. En la lista, que no fue publicada hasta 2003, se incluyeron numerosos periodistas —entre ellos el editor del New Statesman, Kingsley Martin— y también a los actores Michael Redgrave, Paul Robeson y Charlie Chaplin.
En octubre de 1949, poco antes de su muerte, se casó en segundas nupcias con Sonia Brownell. Orwell murió en Londres a la edad de cuarenta y seis años, de tuberculosis, enfermedad que había contraído durante el periodo que describe en Sin blanca en París y Londres. Pasó los últimos tres años de su vida entre hospitales. Poco antes de morir, pide ser enterrado de acuerdo al uso anglicano.[cita requerida] Falleció el 21 de enero de 1950. Sus restos reposan en el cementerio de Sutton Courtenay, Oxfordshire.

## Influencias literarias
Orwell decía que su estilo literario se aproximaba bastante al de Somerset Maugham. En sus ensayos literarios también alaba encarecidamente los trabajos de Jack London, especialmente su libro La carretera (The Road). El descenso de Orwell a la vida de los más desfavorecidos en El camino a Wigan Pier tiene un parecido razonable con La gente del abismo (The People of the Abyss) de London. En otros ensayos Orwell manifiesta su admiración por Charles Dickens, Herman Melville o Jonathan Swift.

## Sexo y homofobia

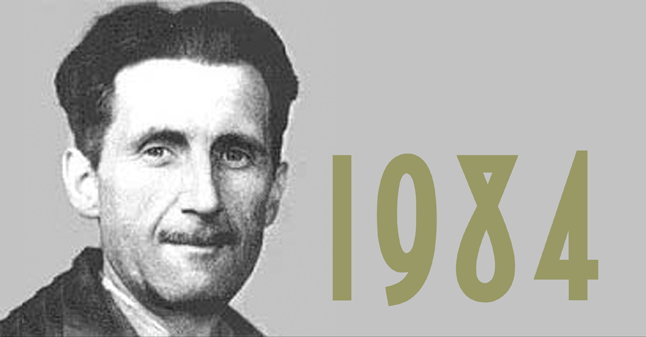
1984 y foto de George Orwell.

La política sexual juega un papel importante en 1984. En la novela, las relaciones íntimas de las personas se rigen estrictamente por la Liga Juvenil Anti-Sexual del partido, al oponerse a las relaciones sexuales, y en cambio, fomentar la inseminación artificial. En lo personal, a Orwell le disgustaba lo que él consideraba como puntos de vista emancipadores revolucionarios equivocados de la clase media, expresando desdén por «todo bebedor de jugos de fruta, nudista, persona que usa sandalias, hipersexuales».
El escritor también estaba abiertamente en contra de la homosexualidad, en un momento en que tal prejuicio era común. Hablando en la Conferencia del Centenario de George Orwell de 2003, Daphne Patai dijo: «Por supuesto que era homofóbico. Eso no tiene nada que ver con sus relaciones con sus amigos homosexuales. Ciertamente, tenía una actitud negativa y cierto tipo de ansiedad, una actitud denigrante hacia la homosexualidad. Ese es definitivamente el caso. Creo que su escritura lo refleja completamente».
Orwell usó epítetos homofóbicos tales como nancy y pansy, así como expresiones de desprecio, por lo que llamó el «pensamiento de izquierda» y los «poetas nancy», es decir, escritores e intelectuales homosexuales o bisexuales de izquierda como Stephen Spender y W. H. Auden. El protagonista de Keep the Aspidistra Flying, Gordon Comstock, realiza una crítica interna de sus clientes cuando trabaja en una librería, y hay un pasaje extenso de varias páginas en las que se concentra en un cliente masculino homosexual y se burla de él, por sus características de nancy, incluyendo un ceceo, que describe detalladamente y con cierto disgusto. Stephen Spender «pensó que las explosiones homofóbicas ocasionales de Orwell eran parte de su rebelión contra las public schools».

## Obras

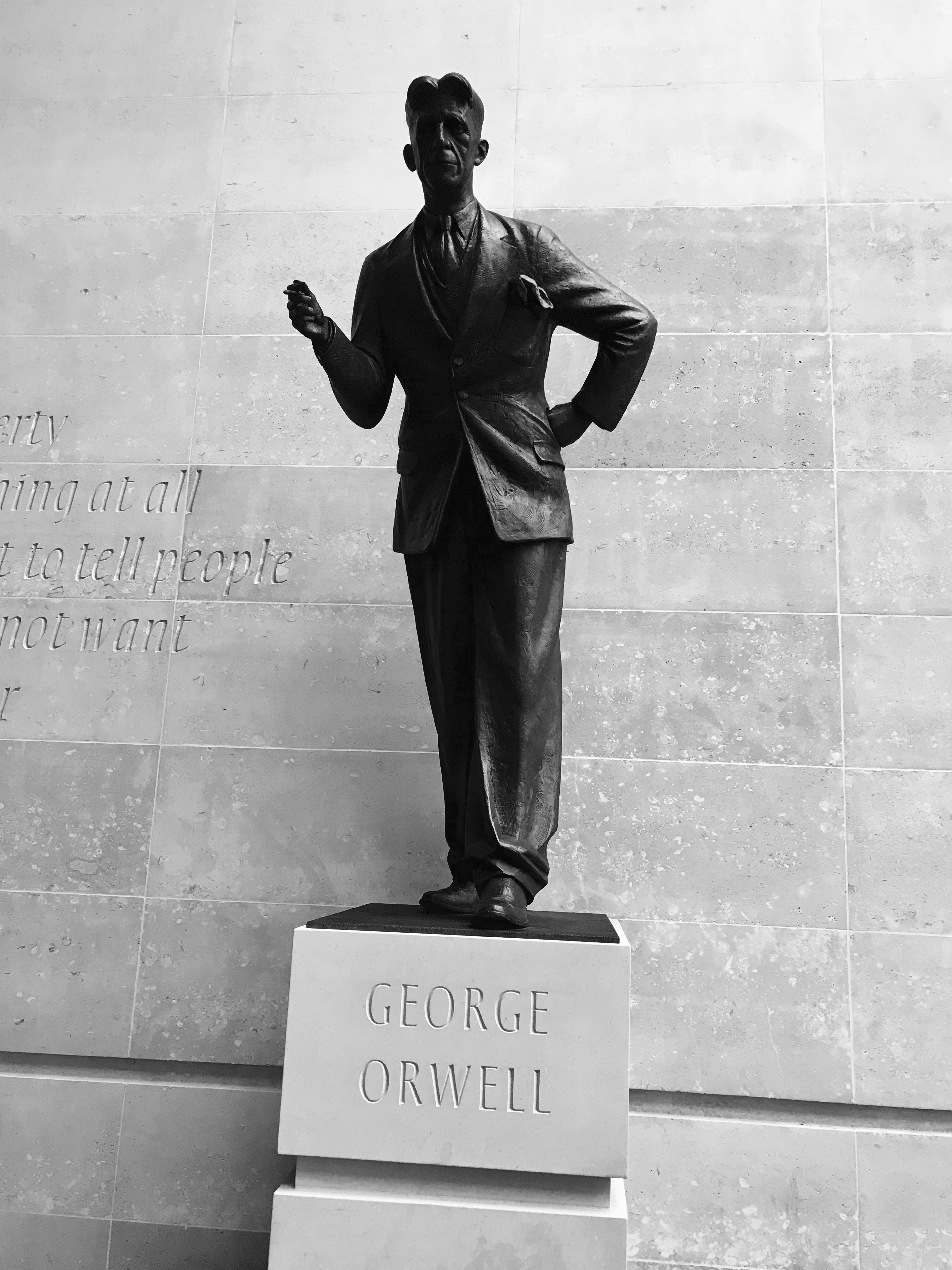
Estatua de George Orwell cerca de la Broadcasting House en Londres. Hay también una Plaza de George Orwell en Barcelona.

A lo largo de su carrera fue principalmente conocido por su trabajo como periodista, en especial en sus escritos como reportero; a esta faceta se pueden adscribir obras como Homenaje a Cataluña (Homage to Catalonia), sobre la guerra civil española, o El camino a Wigan Pier (The Road to Wigan Pier), que describe las pobres condiciones de vida de los mineros en el norte de Inglaterra.
Sin embargo los lectores contemporáneos llegan principalmente a este autor a través de sus novelas, particularmente a través de títulos enormemente exitosos como Rebelión en la granja (Animal Farm) o 1984. La primera es una alegoría de la corrupción de los ideales socialistas de la Revolución rusa por Stalin. 1984 es la visión profética de Orwell sobre una sociedad totalitaria situada supuestamente en un futuro cercano. Orwell había vuelto de Cataluña convertido en un antiestalinista con simpatía por los trotskistas (aunque fue crítico de la figura de Trotsky y posteriormente del movimiento), definiéndose como un socialista demócrata.

### Novelas
- Los días de Birmania (Burmese Days, 1934)
- La hija del clérigo (A Clergyman's Daughter, 1935)
- Que no muera la aspidistra (Keep the Aspidistra Flying, 1936)
- Subir a por aire (Coming Up for Air, 1939)
- Rebelión en la granja (Animal Farm, 1945)
- 1984 (Nineteen eighty-four, 1949)

### Narrativa de no ficción
- Sin blanca en París y Londres (Down and Out in Paris and London, 1933)
- El camino a Wigan Pier (The Road to Wigan Pier, 1937)
- Homenaje a Cataluña (Homage to Catalonia, 1938)

### Ensayos (lista parcial)
- «Un periódico de cuarto de penique»
- «El albergue»
- «Un ahorcamiento»
- «En el trullo»
- «Casas de posadas»
- «Rudyard Kipling»
- «Matar a un elefante»
- «Recuerdos de un librero»
- «En defensa de la novela»
- «Descubriendo el pastel español
- «Respuesta inédita a 'Los escritores toman partido sobre la guerra española'»
- «Notas sobre las milicias españolas»
- «Por qué me uní al Partido Laborista Independiente»
- «Reflexiones políticas sobre las crisis»
- «La democracia en el ejército británico»
- «Marrakech»
- «Charles Dickens»
- «Semanarios juveniles»
- «En el vientre de la ballena»
- «Apuntes sobre la marcha»
- «Palabras nuevas»
- «Al director de Time and Tide»
- «Mi país, a derechas o a izquierdas»
- «El león y el unicornio: el socialismo y el genio de Inglaterra»
- «Los límites del arte y la propaganda»
- «Tolstói y Shakespeare»
- «El significado de un poema»
- «Literatura y totalitarismo»
- «Estimado Doktor Goebbels: sus amigos británicos comen bien!»
- «Wells, Hitler y el estado mundial»
- «El arte de Donald McGill»
- «Dinero y armas»
- «Rudyard Kipling» (segundo artículo con este nombre)
- «El redescubrimiento de Europa»
- «T. S. Eliot»
- «Recuerdos de la guerra de España»
- «Entrevista imaginaria: George Orwell y Jonathan Swift»
- «Falta de dinero: una semblanza de George Gissing»
- «La literatura y la izquierda»
- «¿Pueden ser felices los socialistas?»
- «El pueblo inglés»
- «El privilegio del fuero. Algunos apuntes sobre Salvador Dalí»
- «¿Son demasiado caros los libros?»
- «Raffles y miss Blandish»
- «Propaganda y lenguaje»
- «Arthur Koestler»
- «Tobias Smollet, el mejor novelista de Escocia»
- «Divertido, pero no vulgar»
- «Ostras y cerveza negra»
- «En defensa de P. G. Wodehouse»
- «Antisemitismo en Inglaterra»
- «La poesía y el micrófono»
- «Notas sobre el nacionalismo»
- «Notas personales sobre 'cientificción'»
- «La libertad de prensa»
- «La venganza es amarga»
- «La bomba atómica y usted»
- «¿Qué es la ciencia?»
- «Libros malos buenos»
- «La destrucción de la literatura»
- «Apología de la chimenea»
- «La política y la lengua inglesa»
- «El espíritu deportivo»
- «En defensa de la cocina inglesa»
- «Proscriban ese uniforme»
- «Son solo trastos, pero ¿quién es capaz de resistirse?»
- «Lugares de placer»
- «Una buena taza de té»
- «La política de la inanición»
- «Las canciones que solíamos cantar»
- «1. La revuelta intelectual»
- «2. ¿Qué es el socialismo?»
- «3. Los reformistas cristianos»
- «4. Pacifismo y progreso»
- «Pero ¿de verdad somos más maleducados? No»
- «Los peores climas son los mejores»
- «Libros frente a cigarrillos»
- «The Moon Under Water»
- «El declive del crimen británico»
- «Las palabras y Henry Miller»
- «Clásicos reseñados: The Martyrdom of Man»
- «Delante de las narices»
- «Algunas reflexiones en torno al sapo común»
- «En defensa del párroco de Bray»
- «James Burnham y la revolución de los directores»
- «Confesiones de un crítico literario»
- «Por qué escribo»
- «El precio de las letras»
- «Política frente a literatura: un análisis de Los viajes de Gulliver»
- «Cómo mueren los pobres»
- «Bajando de Bangor»
- «Lear, Tolstói y el bufón»
- «Prefacio para la edición ucraniana de Rebelión en la granja»
- «La visión de Burhman sobre el conflicto mundial contemporáneo»
- «Hacia la unidad europea»
- «En defensa de la camarada Zilliacus»
- «Marx y Rusia»
- «Los escritores y el Leviatán»
- «La prensa británica de izquierdas»
- «George Gissing»
- «Ay, qué alegrías aquellas»
- «Reflexiones sobre Gandhi»
- «Evelyn Waugh»
- «Un premio para Ezra Pound»

### Poesía
- Poesía completa (George Orwell, the Complete Poetry, 2015). En español: Visor, 2016.

### Antologías en español
- Mi guerra civil española (1978). Destinolibro.
- Una buena taza de té (1985). Destinolibro.
- Escritos (1940-1948). Literatura y política (2001). Octaedro.
- Orwell en España. Homenaje a Cataluña y otros escritos sobre la Guerra Civil española (2003). Tusquets.
- Ensayos escogidos (2003). Sexto Piso.
- Matar a un elefante y otros escritos (2006). Turner.
- El león y el unicornio y otros ensayos (2006). Turner.
- Orwell periodista. Artículos y reseñas en el Observer 1942-1948 (2006). Global Rythm.
- Diario de guerra 1940-1942 (2006). Sexto Piso.
- Ensayos (2013). Debate. La más extensa selección de sus ensayos.
- Escritor en guerra. Correspondencia y diarios (1936-1943) (2014). Debate.
- El poder y la palabra. Diez ensayos sobre lenguaje, política y verdad (2017). Debate.
- Opresión y resistencia. Escritos contra el totalitarismo 1937-1949 (2021). Debolsillo.
- El escritor y la política. Ensayos escogidos (2023). Página Indómita.
- La corrupción del lenguaje. Ensayos sobre propaganda, mentira y manipulación en la política (2023). Página Indómita.
- La guerra civil española. Escritos escogidos (2025). Página Indómita.
- Por qué escribo y otros ensayos sobre libros (2025). J. M. Marthans

## Edición en español
- Por qué escribo y otros ensayos sobre libros. Traducción Katherine Pajuelo Lara. Lima: J. M. Marthans. 2025. ISBN 978-612-49416-3-4.
- La guerra civil española. Escritos escogidos. Editorial Página indómita. 2025. ISBN 978-84-128187-8-9.
- El escritor y la política. Ensayos escogidos. Editorial Página indómita. 2023. ISBN 978-84-126489-1-1.
- Tiempos críticos. Escritos sobre artes, literatura y libertad. DeBolsillo. 2023. ISBN 978-84-663-6309-9.
- En el vientre de la ballena. Traducción Roberto Ramos Fontecoba. Página Indómita. 2022. ISBN 978-84-123847-7-2.
- 1984. Traducción Juan Pascual Martínez Fernández. Barcelona: Editorial Minotauro. 2021. ISBN 978-84-450-1027-3.
- Matar a un elefante y otros escritos. Madrid: Ediciones Turner. 2021. ISBN 978-84-18428-76-0.
- Opresión y resistencia. Escritos contra el totalitarismo 1937-1949. Debolsillo. 2021. ISBN 978-84-663-5459-2.
- El poder y la palabra. 10 ensayos sobre lenguaje, política y verdad. Traducción Miguel Martínez Lage, Miguel Temprano García e Inga Pellisa Daz. Madrid: Editorial Debate. 2017. ISBN 9788499927923.
- Poesía completa. Edición y traducción Jesús Isaías Gómez López. Madrid: Visor Libros. 2017. ISBN 9788498959796.
- Sin blanca en París y Londres. Traducción Miguel Temprano García. Madrid: Editorial Debate. 2015. ISBN 9788499925370.
- Escritor en guerra. Correspondencia y diarios (1936-1943). Traducción Miguel Temprano García. Madrid: Editorial Debate. 2014. ISBN 9788499924854.
- 1984. Traducción Miguel Temprano García. Tapa dura. Edición conmemorativa. Barcelona: Editorial Lumen. 2014. ISBN 9788426400260.
- 1984. Traducción Miguel Temprano García. Barcelona: Editorial DeBolsillo. 2013. ISBN 9788499890944.
- Ensayos. Madrid: Editorial Debate. 2013. ISBN 9788499923888.
- Homenaje a Cataluña. Traducción Miguel Temprano García. Madrid: Editorial Debate. 2011. ISBN 9788499920740.
- 1984. Colección: Áncora y Delfín. Barcelona: Ediciones Destino. 2009. ISBN 978-84-233-4165-8.
- Orwell en España. Madrid: Tusquets Editores. 2009. ISBN 978-84-8383-149-6.
- Que no muera el aspidistra. Madrid: Tusquets Editores. 2008. ISBN 978-84-8383-001-7.
- Diario de guerra (1940-1942). Madrid: Editorial Sexto Piso. 2007. ISBN 978-84-934739-6-9.
- Orwell periodista. Barcelona: Global Rhythm Press. 2006. ISBN 978-84-934487-5-2.
- El león y el unicornio y otros ensayos. Madrid: Ediciones Turner. 2006. ISBN 978-84-7506-767-4.
- Subir a por aire. Colección: Áncora y Delfín. Barcelona: Ediciones Destino. 2006. ISBN 978-84-233-0631-2.
- Los días de Birmania. Segunda edición ampliada. Colección Viento Simun. La Coruña: Ediciones del Viento. 2003. ISBN 978-84-933001-0-4.
- Rebelión en la granja. Colección: Áncora y Delfín. Barcelona: Ediciones Destino. 2003. ISBN 978-84-233-3471-1.
- Ensayos escogidos. México: Sexto Piso Ediciones. 2003. ISBN 978-968-5679-03-9.
- Escritos (1940-1948): literatura y política. Barcelona: Ediciones Octaedro. 2001. ISBN 978-84-8063-474-8.
- Una buena taza de té. Colección Destinolibro. Barcelona: Ediciones Destino. 1985. ISBN 978-84-233-1301-3.
- 1984. Traducción Rafael Vazquez Zamora. Barcelona: Editorial Salvat. 1970.